# Слушатель (фильм)
«Слушатель» — художественный фильм, комедия 2004 года режиссёра Владимира Зайкина. Лейтмотив фильма — мелодия Эдварда Грига «В пещере горного короля».
Премьера состоялась 30 декабря 2004 года. В июне 2005 года фильм был показан в рамках фестиваля «Кинотавр». Картина получила положительные оценки кинокритиков, а также главный приз фестиваля «Улыбнись, Россия!».

## Сюжет
Молодой человек Сергей Васильевич Петров был в недавнем прошлом президентом компании научных исследований, которую оставил своей супруге, Раисе Павловне, забрав себе лишь небольшую долю. Но, застав её в объятиях менеджера по продажам Валерия Сидячко, Сергей осознал, что он в момент потерял работу, дом, социальное положение и деньги. Униженный и осрамлённый он покидает компанию, отказавшись претендовать на что-либо после разрыва с женой.
Спустя некоторое время Сергей встречает своего бывшего сокурсника, а ныне вора-карманника и мелкого афериста Кулёму. Ночь он проводит у него в лачуге, а следующим днём пытается найти работу. Кулёма же пытается склонить своего товарища к своему ремеслу. Сначала он с помощью паспорта Сергея пытается присвоить себе чужую зарплату, а во второй раз неудачно грабит ювелирную лавку, принадлежавшей кавказцам, в результате чего Сергей и Кулёма вынуждены спасаться бегством от разъярённых хозяев. После этого инцидента Сергей заставляет бывшего сокурсника идти с ним на биржу труда. Кулёма получает работу дворником метро, а Сергею, в связи с его устойчивыми нервами, инспектор биржи предоставляет весьма необычную вакансию за 5000 рублей в неделю с проживанием и питанием. Всё, что нужно для этого делать, это одно — слушать.
Сергей приходит домой к своим работодателям. Ими оказалась семья Федуловых: глава семейства изобретатель Антон Андреевич, его жена Наталья Сергеевна, их дочь Марина Антоновна, которая не живёт с родителями по причине замужества, и их малолетний сын. Сергей, хоть и не сразу, но осознаёт суть своей работы. В его обязанности входит терпеть и слушать вымещение на нём злобы, ненависти и прочей негативной энергии, в действительности предназначавшихся для истинных обидчиков. Так, Антон Андреевич вымещает на Сергее всю свою ненависть к своему начальнику Ермолаеву, который украл у него идею проекта с перспективой на Нобелевскую премию. Наталья Сергеевна высказывает «слушателю» всю злобу на Антона Андреевича, изменявшего ей с секретаршей Ермолаева, а малолетний сын — агрессию на своих школьных обидчиков. Более того, Сергей обязан терпеть от членов семьи рукоприкладство, каждое из которых он сам вправе оценить в денежном эквиваленте и будет фиксировать себе в тетрадь. Поначалу шокированный таким положением дел Сергей собирается уйти, но на выходе сталкивается со сбежавшей от мужа Мариной, которая, поняв, что перед ней слушатель, сразу даёт ему пощёчину. После этого Сергей передумывает и решает остаться.
Тем временем Раиса назначает своего любовника Сидячко вице-президентом своей компании. С первых дней своего назначения бывший менеджер проявляет себя как хам, невежда и самодур, становясь, таким образом, посмешищем всего коллектива. Сидячко ждёт не дождётся, когда его невеста перепишет компанию на его имя. В конце концов он уговаривает Раису на этот шаг. Но едва она успела написать на дарственной его фамилию, как тут к ней в кабинет бесцеремонно врывается Кулёма. В надежде получить с Раисы денег он врёт ей, что Сергей «кантуется» у него уже полтора месяца и очень нуждается в средствах. Сидячко тет-а-тет отговаривает Раису давать деньги её бывшему мужу, а Кулёма в этот момент крадёт всё, что было у них на столе, в частности, недописанную дарственную, после чего уходит.
В течение долгих восьми недель Сергей продолжал работать слушателем у Федуловых, терпя от них побои и оскорбления и попутно фиксируя их в свой дневник. Больше всего ему доставалось от Марины, так как ей, не успевшей отойти после разрыва, муж постоянно названивал и обвинял её в краже запонок. При этом Сергей не прочь провоцировать её, равно как и других членов семьи, ведь в этом заключается его материальная выгода. Однажды после очередной драки Марина предложила ему медицинскую помощь и душевный разговор, на что Сергей ответил отказом, так как его работа не предусматривает сострадания и лирических бесед.
В предновогодний вечер семью ожидают ужасные известия: Антон Андреевич теряет работу и служебную квартиру по причине банкротства его компании из-за провала его недоделанного Ермолаевым проекта. В силу сложившихся обстоятельств глава семейства предлагает Сергею расплатиться с ним в рассрочку, но тот просит единовременной оплаты. Тогда Антон Андреевич делает предложение рассчитаться с каждым членом семьи бартером, то есть выместить ответную агрессию на каждом члене семьи. Однако остальные категорически против этой идеи. В семье завязывается грандиозный скандал, в ходе которого все члены семьи громят всю квартиру, устраивают драку и высказывают друг другу всё, что наболело.
Именно этого результата и добивался Сергей, который прекратил конфликт в самый его разгар, сообщив, что теперь он со всеми в расчёте. Слушатель объясняет всем, что невозможно вечно прятать друг от друга обиды и глупо укрываться от жизни деньгами, ведь жизнь ничего не прощает. Также Сергей сообщает истинную причину того, почему он в отличие от своих предшественников остался у них работать: Сергею понравилась Марина, и он всегда в тяжелые для неё минуты старался быть с ней рядом, так как понимал, что она большую часть времени не могла обходиться без слушателя. Сделав Марине предложение руки и сердца, Сергей предлагает план спасения семьи. Он скопил все деньги, которые были ему выплачены в течение восьми недель, и советует вложить их в неоконченный проект Антона Андреевича. Семья соглашается и принимается радостно встречать новый год, как вдруг к ним домой вместе с отрядом милиции заявился гость — Валерий Сидячко, бывший муж Марины. Он вновь требует вернуть запонки и уже готов начать обыск. Ситуацию разряжает Сергей и компенсирует Сидячко его потерю всеми накопленными деньгами. Валерий забирает деньги и уходит.
Не желая оставаться дома, Сергей приходит праздновать новый год со своей уже семьёй к Кулёме, который до этого успел украсть ёлку у самого Кремля. Этим временем Сидячко рассказывает Раисе о своём походе к жене. Раиса же, узнав, что её любовник ещё официально не разведён, вместе с ним и с охраной кидается искать Сергея, ведь дарственная наверняка у него, а фамилия «Сидячко» в русском языке не склоняется. Разыскав бывшего мужа у Кулёмы, Раиса требует у него вернуть бумагу. Сергей сообщает ей, что она лежит на помойке выброшенная им самим, поскольку Кулёма незадолго до этого показывал ему её. Поначалу Сергей недоумевает, зачем ему понадобилась дарственная на фамилию Сидячко, но, взглянув на Марину, тут же догадывается, в чём дело, и с хохотом сообщает всей семье, что их в очередной раз обокрали. Сидячко и Раиса вместе с охраной кидаются искать дарственную в мусорных вёдрах. Однако Кулёма сохранил её у себя, так как «гербовая бумага» всегда пригодится.
Таким образом Сергей вернул себе свою компанию и счастливо зажил вместе с Мариной. Антон Андреевич стал главным конструктором компании, а его заместителем — Ермолаев, который принёс своему бывшему подчинённому извинения и признал свои ошибки. Кулёма по примеру Сергея тоже решил стать слушателем, но, на его несчастье, работодателями оказались Раиса и Сидячко.

## В ролях
| Актёр                 | Роль                                                    |
| --------------------- | ------------------------------------------------------- |
| Никита Высоцкий       | Сергей Васильевич Петров, «Слушатель»                   |
| Михаил Ефремов        | «Кулёма»                                                |
| Дмитрий Дюжев         | Валерий Маркович Сидячко                                |
| Наталия Коляканова    | Наталья Сергеевна жена Федулова                         |
| Евгений Стеблов       | Антон Андреевич Федулов изобретатель, отец семейства    |
| Любовь Толкалина      | Марина Антоновна дочь Федулова                          |
| Александра Флоринская | Раиса Павловна Петрова                                  |
| Иван Агапов           | научный работник                                        |
| Александр Тютрюмов    | Ермолаев (озвучивает Борис Быстров)                     |
| Юрий Шерстнёв         | дед (Сергей) инвалид-колясочник, отец Натальи Сергеевны |
| Глеб Бауэр            | Витя сын Федулова                                       |
| Геннадий Храпунков    | работодатель                                            |

## Съёмочная группа
- Армен Адилханян — продюсер
- Владимир Зайкин — режиссёр, автор сценария
- Дмитрий Мальцев — оператор
- Андрей Модников — художник-постановщик
- Геворг Нерсесян — продюсер